# Jumanji (franchise)
Pour les articles homonymes, voir Jumanji.

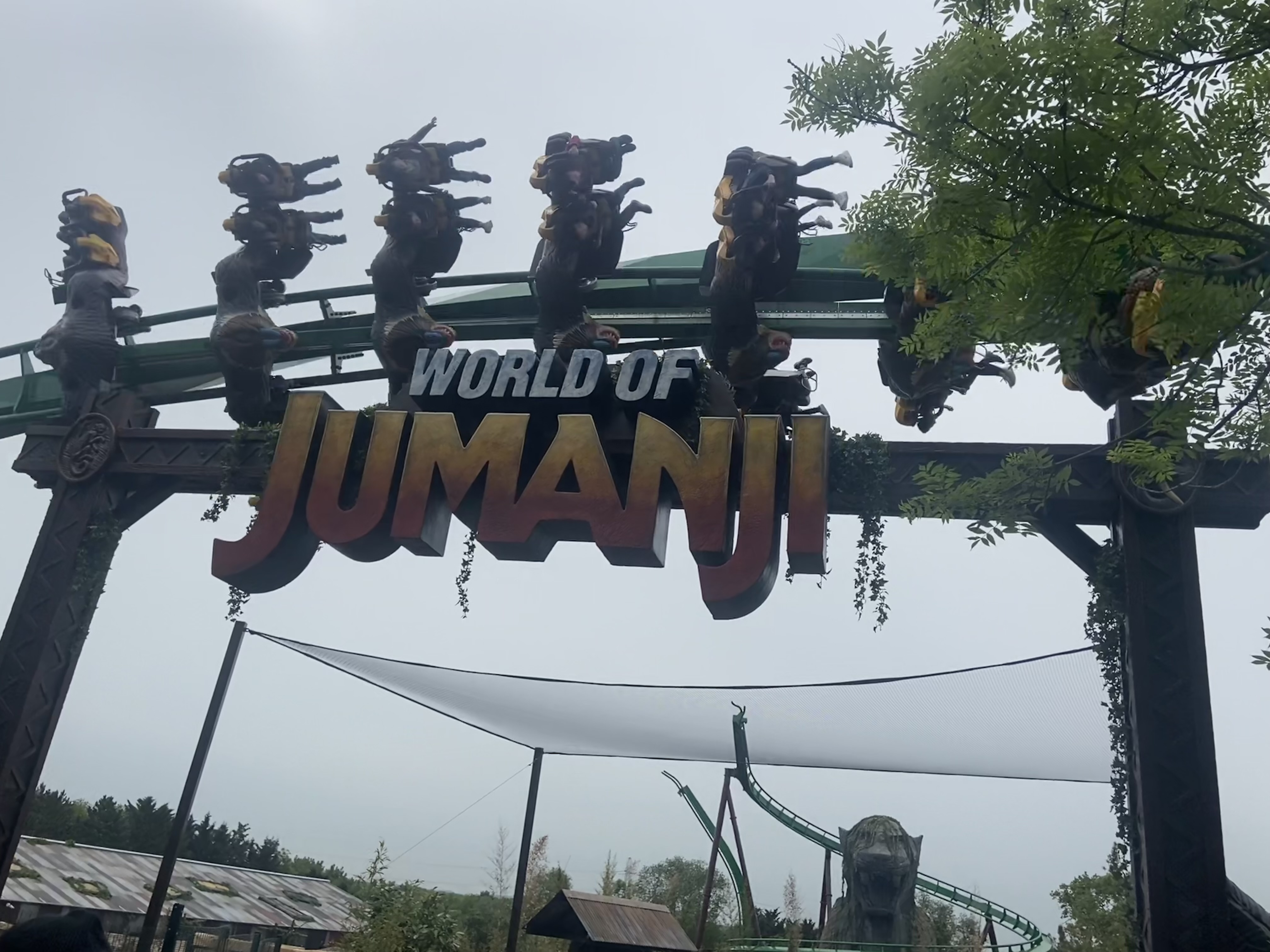
Portail d'entrée du Monde de Jumanji au Chessington World of Adventures.

Jumanji est une franchise médiatique américaine créée par l'auteur américain Chris Van Allsburg et détenue par Columbia Pictures. Celle-ci relate les aventures de différentes personnes se retrouvant en danger alors qu’elles jouent à un jeu vidéo ou de plateau magique de différents types. Ces jeux provoquent des évènements dangereux dans le monde réel ou piègent les joueurs dans le jeu lui-même, le seul moyen de mettre fin aux perturbations étant de terminer le jeu tout en subissant les dangers qui en résultent.
La franchise est basée sur deux livres de Van Allsburg, Jumanji publié en 1981 et sa suite, Zathura publié en 2002, qui ont à leur tour générés quatre films, Jumanji en 1995, Zathura : Une aventure spatiale en 2005, Jumanji : Bienvenue dans la jungle en 2017 et Jumanji: Next Level en 2019. Une série télévisée animée également intitulée Jumanji est diffusée de 1996 à 1999. Le premier film Jumanji obtient des critiques mitigées, tandis que Zathura : Une aventure spatiale et Jumanji : Bienvenue dans la jungle sont accueillis positivement. Les films sont également adaptés sous forme de jeu vidéo sur divers consoles ou sous forme d'expériences virtuelles.

## Littérature

### Jumanji
Jumanji est un roman pour enfants américain publié en 1981, écrit et illustré par Chris Van Allsburg. En France, il est paru en 1983. Il a fait l'objet de deux adaptations au cinéma et d'une série animée.

## Cinéma

### Jumanji
Jumanji est un film américain réalisé par Joe Johnston, sorti en 1995. Il s'agit de l'adaptation cinématographique du livre pour enfants Jumanji de Chris Van Allsburg, publié en 1981.

### Jumanji: Bienvenue dans la jungle
Jumanji : Bienvenue dans la jungle est un film américain réalisé par Jake Kasdan, sorti en 2017. Il s'agit de la suite de Jumanji sorti en 1995.

### Jumanji: Next Level
Jumanji: Next Level est un film américain réalisé par Jake Kasdan, sorti en décembre 2019. Il s'agit de la suite de Jumanji : Bienvenue dans la jungle sorti en 2017.

## Série d'animation
Jumanji est une série télévisée d'animation américaine en 40 épisodes de 22 minutes, créée par Bob Hathcock et Jeff Myers, basée sur le film homonyme Jumanji de Joe Johnston, lui-même adapté du livre de Chris Van Allsburg, et diffusée entre le 8 septembre 1996 et le 11 mars 1999 dans le bloc de programmation UPN Kids, puis dans le bloc de BKN pour la dernière saison.
En France, la série est diffusée à partir du 10 septembre 1997 sur France 2 dans La Planète de Donkey Kong puis sur France 3 dans Les Minikeums et T O 3. La série est par la suite rediffusée sur Canal J et Gulli. En Suisse, la série est rediffusée sur RTS Deux.

## Jeu vidéo
Les jeux vidéo sont adaptés des différents films.

### Jumanji
Le 9 octobre 1996, Jumanji: A Jungle Adventure Game Pack, regroupant cinq mini-jeux, sort sur PC. Il est développé par Studio Interactive et édité par Philips Media.
Jumanji est  un jeu vidéo de type party game développé par Atomic Planet Entertainment et édité uniquement en Europe sur PlayStation 2 en 2006 par Blast! Entertainment.

### Zathura: Une aventure spatiale
Le 3 novembre 2005, le jeu d'action-aventure intitulé Zathura, développé par High Voltage Software, est édité par 2K Games sur PlayStation 2 et Xbox,. Une version Game Boy Advance est parfois évoquée durant le développement du jeu, mais ne sort jamais,.

### Jumanji: Bienvenue dans la jungle
Le 14 décembre 2017, Idiocracy Games développe le jeu Jumanji: The Mobile Game édité sur téléphone mobile par NHN Entertainment pour iOS et Android. Le jeu est retiré des magasins en ligne le 2 mai 2018 et le service est arrêté le 24 mai 2018.
Jumanji: The VR Adventure est un jeu en réalité virtuelle développé par MWM Immersive et édité par Sony Pictures Virtual Reality via Steam pour HTC Vive le 17 janvier 2018. Des sorties sont prévues sur Oculus Rift et PlayStation VR, mais ne voient jamais le jour. Le jeu est retiré de Steam le 9 février 2018.
Le film est également adapté en jeu d'action-aventure le 8 novembre 2019 sur PC, PlayStation 4, Xbox One et Nintendo Switch sous le titre Jumanji, le jeu vidéo (ou simplement Jumanji, et Jumanji: The Video Game en anglais). Il est développé par Funsolve et édité par Bandai Namco et Outright Games.

### Jumanji: Next Level
Un jeu proposant une expérience virtuelle est élaboré en collaboration entre Sony Pictures et The Void (en) dans les centres de réalité virtuelle de ce dernier aux États-Unis et à travers le monde comme à Los Angeles, New York, San Francisco, Las Vegas, Toronto et Dubaï. Intitulé Jumanji: Reverse the Curse, l'expérience, qui permet d'incarner les personnages principaux dans une jungle, est disponible pour la première fois juste avant la première du film Jumanji: Next Level, le 13 décembre 2019. D'autres pays et villes sont prévus, notamment San Diego, Paris, Londres et Vienne.